# Thomas Secker
Thomas Secker (1693 – 3 août 1768) est un ecclésiastique britannique. Il est successivement recteur de l'église St James de Piccadilly, évêque de Bristol, évêque d'Oxford, puis quatre-vingt-sixième archevêque de Cantorbéry.